# منطقة صناعية

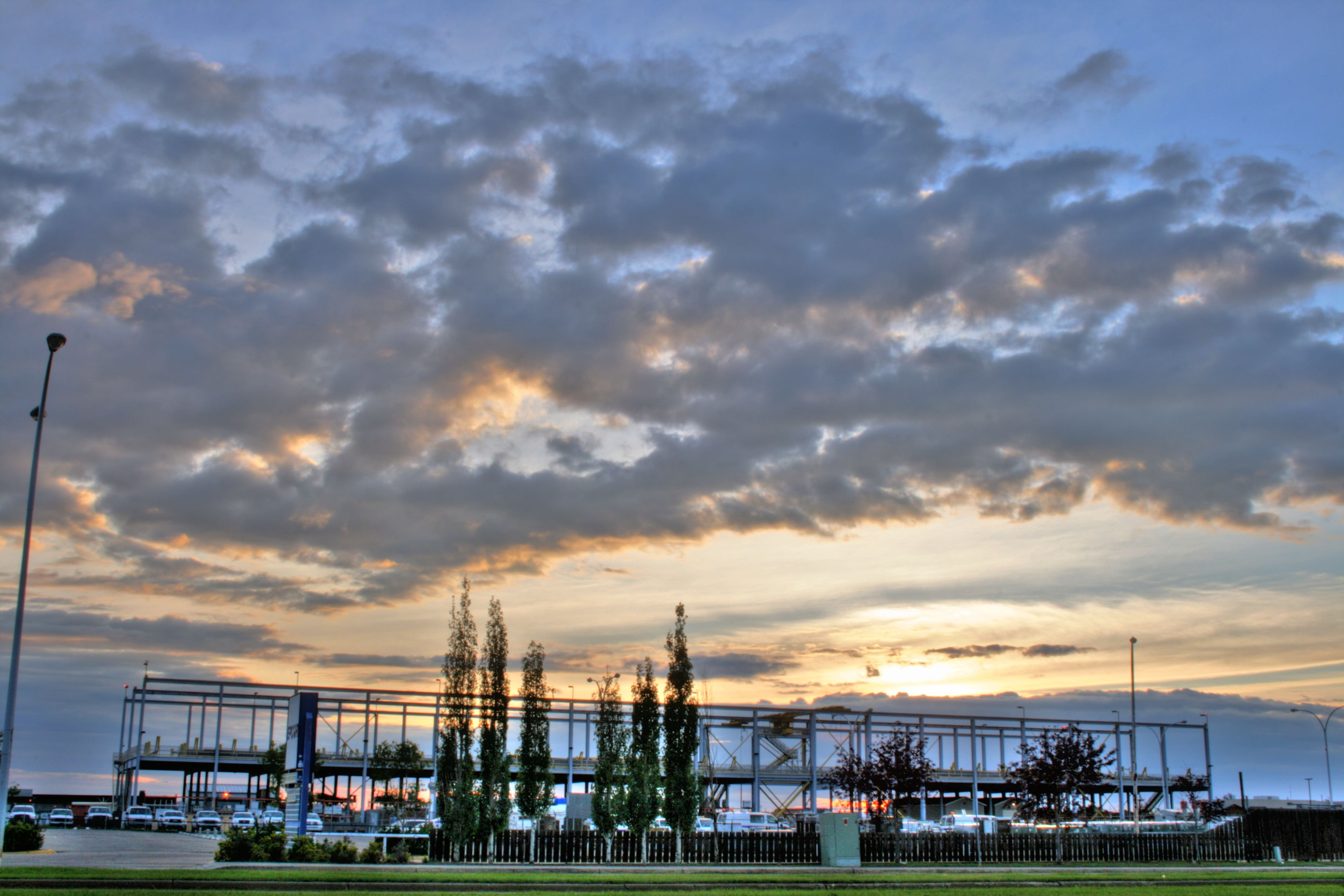
جزء من مجمع مطار البلدية الصناعي، إدمونتون، ألبرتا، كندا.

المدينة الصناعية (وتُعرف أيضًا بـالمدينة التجارية) هي منطقة مخصصة ومُخطط لها لغرض التنمية الصناعية. والنسخة الأبسط منها هي «مجمع الأعمال» أو «مجمع المكاتب»، والذي يحتوي على المكاتب والصناعات الخفيفة، بدلاً من الصناعات الثقيلة.

## المزايا
تتواجد غالبًا المناطق الصناعية على الأطراف، أو خارج المنطقة السكنية الرئيسية لبلدةٍ ما، بحيث تتوافر فيها وسائل المواصلات مثل الطرق والسكك الحديدية. ومثال على هذا: العدد الكبير من المدن الصناعية بطول نهر التايمز في منطقة بوابة التايمز بلندن. وتتمركز المناطق الصناعية على مقربة من مرافق النقل، وخاصةً حيث تتواجد وسائط نقل أكثر من واحدة: الطرق المزدوجة، والسكك الحديدية، والمطارات، والموانئ.
تستند فكرة وضع هذه الأراضي جانبًا من خلال هذا النوع من تقسيم المناطق إلى عدة مفاهيم:
- أن تكون قادرة على تركيز البنية التحتية الرطبة في منطقة محددة، لتقليل تكاليف كل صناعة لتلك البنية التحتية الرطبة. فمثل هذه البنية التحتية الرطبة تحتوي على الطرق، وتحويلات السكك الحديدية، والموانئ، والإمدادات الكهربائية عالية الطاقة (عادةً ما تتكون من تيار ثلاثي الأطوار)، وكابلات الاتصالات المتطورة، وإمدادات المياه كبيرة الحجم، وخطوط الغاز كبيرة السعة.
- أن تكون قادرة على جذب أعمال جديدة من خلال توفير بنية تحتية رطبة متكاملة في مكانٍ واحد.
- أهلية المناطق الصناعية للحصول على المزايا[2][3]
- تخصيص الاستخدامات الصناعية من المناطق الحضرية لمحاولة الحد من الأثر البيئي والاجتماعي للاستخدامات الصناعية.
- توفير الضوابط البيئية المحلية الخاصة باحتياجات المنطقة الصناعية.

## النقد
المناطق الصناعية المختلفة تحقق هذه المعايير بدرجاتٍ مختلفة. فقد أنشأت العديد من المجتمعات الصغيرة مناطقًا صناعية لا ترتبط إلا بأحد الطرق السريعة ولا يتوفر فيها إلا المرافق والطرق الأساسية. وقد تكون خيارات وسائل النقل العام محدودة أو غير موجودة. وقد يكون هناك ضمانات قليلة أو معدومة خاصة بالبيئة.
وفي الحقيقة يمكن أن تكون ضارة بسبب كثرة الدخان الصادر منها ويتسبب في دمار البيئة